# Alex Jordan (Grafiker)
Alexander „Alex“ Jordan (* 1947 in Saarbrücken) ist ein deutscher Grafikdesigner, Künstler, Fotograf und ehemaliger Hochschullehrer. Er lebt in Paris und Berlin.

## Leben
Alex Jordan studierte an der Kunstakademie Düsseldorf als Meisterschüler von Joseph Beuys.
1976 wurde er Teil der Gruppe Grapus, die aus Grafikdesignern bestand. Nach dem Auseinandergehen der Gruppe 1989 gründete Alex Jordan mit Ronit Meirovitz und Anette Lenz das Studio Nous travaillons ensemble. Beide hatten bereits bei Grapus mit ihm zusammengearbeitet.
Jordan gründete 1985 mit Noak Carrau und André Lejarre das Fotografiekollektiv Le bar Floréal. Seit 1989 ist er Mitglied des Grafiker-Clubs Alliance Graphique Internationale. Von 1993 bis 2013 unterrichtete er Visuelle Kommunikation an der Kunsthochschule Berlin-Weißensee. Von 2000 bis 2009 war er Mitglied der künstlerischen Leitung des internationalen Plakatfestivals in Chaumont.